# Tetrâmetro iâmbico
Tetrâmetro iâmbico, em um poema é o ritmo composto por 4 iambos em um verso, numa métrica de octossílabo, ou seja, verso com 8 sílabas poéticas.
Os versos octossílabos, já considerados de arte maior, são menos utilizados que os decassílabos e os dodecassílabos, também de arte maior, e bem menos do que as redondilhas, em 7 sílabas, versos de arte menor.
O poeta Glauco Mattoso, a esse respeito, afirmou:

"O parâmetro ideal do octo seria um tetrâmetro jâmbico (NR 2,2,2,2). Na impossibilidade de manter tal padrão, tente-se permanecer no parâmetro do dímetro peônico (NR 4,4)."

## Exemplos

### Em inglês
Entre os 154 Sonetos de Shakespeare, onde foi usado preferencialmente o pentâmetro iâmbico, o Soneto 145 () fugiu à regra, sendo composto em tetrâmetro iâmbico.
Those lips that Love's own hand did make, 

Breathed forth the sound that said 'I hate', 

To me that languished for her sake: 

But when she saw my woeful state, 

Straight in her heart did mercy come, 

Chiding that tongue that ever sweet 

Was used in giving gentle doom; 

And taught it thus anew to greet; 

'I hate' she altered with an end, 

That followed it as gentle day, 

Doth follow night, who like a fiend 

From heaven to hell is flown away. 

'I hate', from hate away she threw, 

And saved my life, saying 'not you'.

### Em português
É exemplo de tetrâmetro iâmbico o poema Divagações, de Paulo Camelo, foi construído em ritmo de tetrâmetro iâmbico. A Navegar,, do mesmo autor, também em octossílabos, apresenta ritmo de dímetro peônico.